# Luigia Abbadia
Pour les articles homonymes, voir Abbadia.
Luigia Abbadia (1821 – 25 janvier 1896) est une chanteuse d'opéra mezzo-soprano connue pour sa belle voix, sa technique et son fort tempérament. Grâce à sa grande tessiture, elle chante plusieurs rôles habituellement destinés à des sopranos en plus du répertoire pour mezzo-soprano.

## Biographie
Luigia Abbadia nait à Gênes et est la fille du compositeur Natale Abbadia. Son père lui enseigne la musique puis elle fait ses débuts professionnels à l'opéra à Sassari en 1836. Les années suivantes elle se produit dans plusieurs opéras à travers l'Italie, Novara, Brescia, Trieste, Monza, Turin, Bologne, Padoue et Piacenza.
En 1860-61 Abbadia participe à une tournée en Allemagne avec la compagnie d'Achille Lorini.
Après avoir pris sa retraite de la scène en 1870 elle ouvre une école de chant à Milan. Plusieurs de ses élèves ont une carrière à l'opéra couronnée de succès, par exemple la mezzo-soprano Giuseppina Pasqua (en) ou le ténor Giovanni Battista de Negri.

## Rôles
- 1838 : Agnese de Maino, Beatrice di Tenda de Bellini, Mantou
- 1840 : Corilla, Le convenienze ed inconvenienze teatrali de Donizetti, Vienne
- 1840 : Giulietta di Kelbar, Un giorno di regno de Verdi, création mondiale, La Scala
- 1840 : Rovena, Il templario de Nicolai, création du rôle, Teatro Regio
- 1841 : Ines, Maria Padilla (en) de Donizetti, création du rôle, La Scala
- 1841 : Delizia, Corrado d'Altamura, Federico Ricci, La Scala
- Marie, La Fille du régiment, La Scala
- Elvira, Ernani, La Scala
- Emilia, La vestale (en) de Mercadante, La Scala
- Eleonora, Torquato Tasso (en) de Donizetti, La Scala
- rôle-titre dans Alina, regina di Golconda (en) de Donizetti, La Scala
- rôle-titre dans Saffò de Pacini, La Scala
- Alisa, Lucia di Lammermoor de Donizetti
- Angelina, La Cenerentola de Rossini
- Arsace, Semiramide de Rossini
- Normanno, I normanni a Parigi de Mercadante